# Michael Kelly
Michael Joseph Kelly (Philadelphia (Pennsylvania), 22 mei 1969) is een Amerikaans acteur.

## Biografie
Kelly werd geboren in Philadelphia (Pennsylvania) in een gezin van vier kinderen, en de high school heeft hij doorlopen aan de Brookwood High School in Snellville. Hierna ging hij studeren aan de Coastal Carolina University in Conway (South Carolina). 

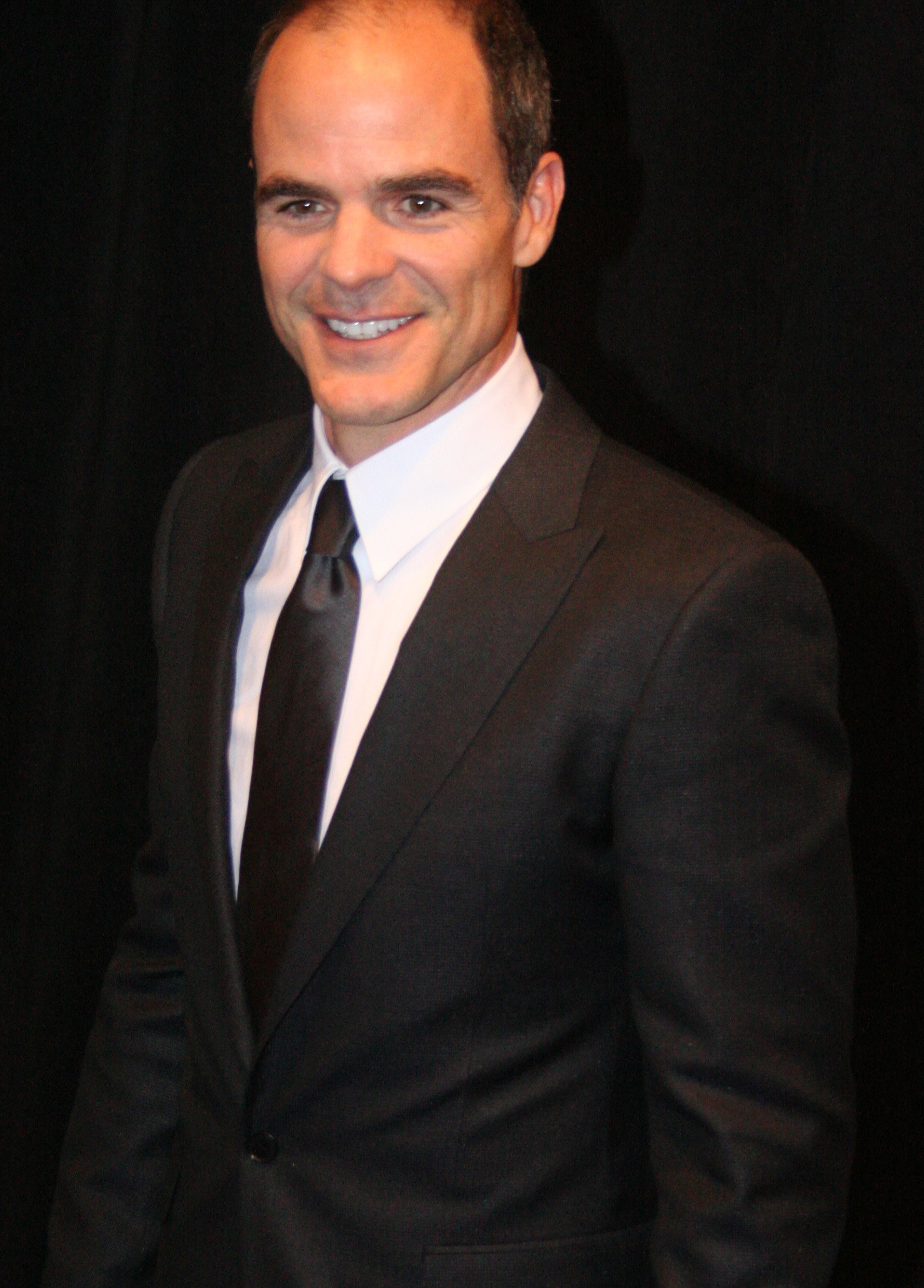
Michael Kelly (2011)

## Filmografie

### Films
Uitgezonderd korte films.
- 2024 Rob Peace – als pastoor Leahy
- 2023 Transformers: Rise of the Beasts – als agent Burke
- 2021 Outside the Wire – als Eckhart
- 2018 All Square – als John
- 2016 Viral – als Michael Drakeford
- 2015 Secret in Their Eyes – als Reg Siefert
- 2015 Everest– als John Krakauer
- 2013 Man of Steel – als Steve Lombard
- 2013 Now You See Me – als agent Fuller
- 2012 Chronicle – als Richard Detmer
- 2011 The Adjustment Bureau – als Charlie Traynor
- 2010 Fair Game – als Jack
- 2009 Did You Hear About the Morgans? – als Vincent
- 2009 The Afterlight – als Andrew
- 2009 Law Abiding Citizen – als Bray
- 2009 Defendor – als Paul Carter
- 2009 Tenderness – als Gary
- 2008 The Narrows – als Danny
- 2008 Changeling – als detective Lester Ybarra
- 2007 Tooth and Nail – als Viper
- 2007 Broken English – als Guy
- 2006 Invincible – als Pete
- 2006 Champions – als Mitchell
- 2005 Carlito's Way: Rise to Power – als Rocco
- 2005 Loggerheads – als George
- 2004 Dawn of the Dead – als CJ
- 2003 E.D.N.Y. – als Anderson
- 2000 Unbreakable – als dokter op eerste hulp
- 1999 Man on the Moon – als Michael Kaufman
- 1998 River Red – als Frankie
- 1998 Origin of the Species – als visser

### Televisieseries
Uitgezonderd eenmalige gastrollen.
- 2022-2023 Pantheon – als Van Leuwen (stem) – 7 afl.
- 2023 Lioness – als yron Westfield – 6 afl.
- 2019-2023 Jack Ryan – als Mike November – 22 afl.
- 2020 The Comey Rule – als Andrew McCabe – 2 afl.
- 2013-2018 House of Cards – als Doug Stamper – 72 afl.
- 2017 The Long Road Home – als Gary Volesky – 6 afl.
- 2017 Taboo– als Dumbarton – 7 afl.
- 2011-2013 Person of Interest – als Mark Snow – 7 afl.
- 2011 The Good Wife – als Mickey Gunn – 2 afl.
- 2011 Criminal Minds: Suspect Behavior – als Jonathan Simms – 13 afl.
- 2008 Generation Kill – als Bryan Patterson – 7 afl.
- 2006-2007 The Sopranos – als agent Ron Goddard – 6 afl.
- 2005 Kojak – als rechercheur Bobby Crocker – 10 afl.
- 2000-2001 Level 9 – als Wilbert Thibodeaux – 12 afl.